# Hadramphus
Hadramphus är ett släkte av skalbaggar. Hadramphus ingår i familjen vivlar.
Kladogram enligt Catalogue of Life:
| Hadramphus | \| \| Hadramphus spinipennis \| \| \| \| |
|            | \| \| Hadramphus spinipennis \| \| \| \| |
|            | Hadramphus spinipennis                   |
|            |                                          |